# باشگاه بسکتبال راه و ترابری قم
بسکتبال راه و ترابری قم یک باشگاه بسکتبال در شهر قم بوده است که در سال ۱۳۸۹ با حضور بازیکنان توانمندی مانند توماج کریمیان، ایمان زندی و اصغر کاردوست در لیگ برتر بسکتبال ایران حضور پیدا کرد.